# Jiaozi (moneda)
Jiaozi (en xinès, 交子, jiāozǐ) va ser una forma de bitllet de banc que va aparèixer al voltant del segle xi a Chengdu, la capital de Sichuan, Xina.
Els numismàtics consideren que és el primer paper moneda de la història, desenvolupat durant la dinastia Song (宋朝) (960-1279). Els primers jiaozi no tenien denominacions estàndard, sinó que es denominaven segons les necessitats del comprador i variaven des de 500 wén (文) fins a 5 guàn (貫). L'oficina governamental que va emetre aquests bitllets, la Jiaozi wu (交 子 務), exigia una quota de pagament o canvi de 30 wén per guàn quan es canviava de monedes a bitllet de bancs. Els jiaozi es publicaven bianualment. A la regió de Liang-Huai (兩淮) aquests bitllets van ser anomenats huaijiao (淮 交) i van ser introduïts el 1136, però la seva circulació es va aturar ràpidament després de la seva introducció. En general, com més baixes fossin les denominacions del jiaozi, més popular es va fer i, com el govern no regulava la seva producció, la seva existència eventualment va conduir a la inflació.
Per combatre la falsificació, els jiaozi s'estampaven amb múltiples segells bancaris (宝钞印 / 寳鈔印).

## Història
Una primera experiència en paper moneda va ser impresa sota el regnat de l'emperador Wuzong (841-846) de la dinastia Tang, i es deia «moneda volant», però no tenia cap cursi legal. Després, sota la dinastia Liao, l'exèrcit va començar a utilitzar títols fiduciaris en paper per als seus propis propòsits.
El jiaozi va començar a utilitzar-se en el Sichuan actual per una empresa mercantil privada. Aquests bitllets es van emetre per reemplaçar les monedes de cash de ferro (鐵 錢), les més pesades que circulaven en aquell moment. Aquests primers jiaozi van ser emesos en altes denominacions com 1000 qiàn (錢), que era igual a mil cash que pesaven al voltant de 25 kg.
Els primers bitllets s'imprimien amb tinta negra, amb una matriu de fusta o de bronze, sobre paper acolorit (groc o rosa). S'afegien diversos segells amb tinta vermella al document per tal de certificar-lo. El seu valor podia variar d'1 a 50 guàn i les dimensions del bitllet oscil·lava entre 15 × 20 cm i 22 × 33 cm. Els motius, impresos només per una banda, contenien essencialment ideogrames, així com representacions d'animals, plantes i, de vegades, activitats humanes (com el transport de mercaderies), i al centre del bitllet apareixia l'equivalent del seu valor en espècies metàl·liques.
Els primers bitllets jiaozi, emesos privadament, contenien el nom de l'empresa mercantil emissora, els números de sèrie i les marques de segells bancaris amb motius decoratius com a forma de seguretat. Com que les denominacions no eren estàndards, l'empresa emissora afegia anualment el seu valor nominal. Durant els cinc primers anys de circulació no hi havia dissenys o limitacions estàndard per al jiaozi, però després de cinc anys, els setze grans mercaders de Sichuan van fundar el Jiaozi hu (交 子 戶, lliurament de jiaozi), o Jiaozi wu (交 子 鋪, botiga de jiaozi), que estandarditzava els bitllets i fins i tot es va convertir en una forma de moneda reconeguda pel govern local amb una taxa de canvi estàndard (紙墨 費, quota de paper i tinta) de 30 wén per guàn que es canviava per paper moneda. A mesura que diverses companyies mercantils entraven en fallida, el govern va decidir nacionalitzar i gestionar la producció de paper moneda, i va fundar la Jiaozi wu (交 子 務, intercanvi de jiaozi) el 1023. La primera sèrie de bitllets governamentals estàndard es va emetre el 1024 amb denominacions d'1 guàn (貫, o 700 wén), 1 mín (緡 o 1000 wén), i 10 guàn. En 1039 només es van emetre bitllets de 5 guàn i 10 guàn i, en 1068, es va introduir una denominació d'1 guàn, que es va convertir en el 40% de tots els bitllets jiaozi en circulació.
Malgrat que tots els jiaozi es podien bescanviar lliurement en monedes d'efectiu, la seva alta denominació va limitar el seu ús a grans transaccions. En lloc de ser intercanviats en monedes, sovint els jiaozi es bescanviaven per certificats Dudie (度牒, certificat d'exempció impositiva per monjos i religiosos budistes), plata i or. Eventualment, el govern de la dinastia Song va decidir establir una data de venciment de 2 anys per cada jiaozi, però més tard es va elevar a 3 anys el 1199, després de la qual cosa els bitllets havien de ser redimits o substituïts per models més nous. El govern va restringir oficialment la quantitat de jiaozi que podia estar en circulació fins a 1.255.340 mín, però només estaven coberts una cinquena part per monedes cash de coure. Atès que aquests bitllets de jiaozi van demostrar ser pràctics, els comerciants privats van a començar a emetre els seus propis bitllets al nord del país, i els militars rebien la seva paga en paper moneda.
Com que aquests bitllets van causar una inflació, l'emperador Huizong (宋徽宗) va decidir el 1105 reemplaçar el jiaozi amb una nova forma de bitllet anomenat qianyin (錢 引). Aquesta inflació va continuar creixent i només es va canviar un mínim nominal per un grapat de monedes en efectiu. La causa principal d'aquesta inflació es va atribuir al fet que el govern Song no tenia cobert el valor del bitllet amb un nombre suficient de monedes, per la qual cosa el govern Song va decidir augmentar la quantitat de monedes emmagatzemades. Però va ser en va, ja que no va poder disminuir la inflació. Tot i que només hi havia al voltant de 700.000 monedes cash de ferro per a cobrir uns 3.780.000 mín en bitllets, els bitllets en circulació ascendien a 4.140.000 mín, i en 1204 es van emetre 5.300.000 mín addicionals en bitllets; en aquest punt s'acceptava entre 100 i 400 cash en efectiu per 1 mín en bitllet. Els governs locals, com el govern de Sichuan, havien de vendre els certificats d'exempció fiscal, plata, or i títols de les seves oficines a causa de les polítiques inflacionistes al voltant del paper moneda. Una de les causes de la inflació va ser la sortida de moneda cap a la veïna dinastia Jin cap al nord, per la qual cosa es van introduir monedes de ferro en regions frontereres. L'any 1192, l'emperador Guangzong va fixar el tipus de canvi entre les monedes cash de ferro i els bitllets jiaozi en 770 wén per guàn, però la inflació va continuar sent un problema malgrat aquestes mesures.
Molt després d'haver abolit, el jiaozi va continuar circulant fins que, en 1256, una reforma monetària va reemplaçar els bitllets jiaozi restants i les monedes de ferro de sobres amb els huizi (会子).
Aquests intents de moneda fiduciaria van acabar a principis del segle xv, entre altres coses, a conseqüència de l'emissió excessiva i una sèrie de rebel·lions degudes a una crisi inflacionista important, que va provocar que l'emperador Hongxi (洪 熙) de la dinastia Ming prohibís el seu ús sota pena de mort. No va ser fins a 1853 que Xina va tornar a utilitzar el paper moneda.